# Gulleråsen
Gulleråsen – miejscowość (tätort) w Szwecji, w regionie administracyjnym (län) Dalarna, w gminie Rättvik.
Według danych Szwedzkiego Urzędu Statystycznego liczba ludności wyniosła: 359 (31 grudnia 2015), 386 (31 grudnia 2018) i 363 (31 grudnia 2019).